# Roger-Henri Guerrand
Roger-Henri Guerrand, né le 6 juillet 1923 à Sarrebruck et mort le 10 octobre 2006 à Rennes, est un historien français, spécialiste de l'histoire de la vie quotidienne en milieu urbain.

## Biographie
Docteur en histoire, sa thèse portait déjà sur l'histoire du logement social : il la publie l’année suivante sous le titre Les Origines du logement social en France : 1850-1914 (1966). Spécialiste et passionné par l'histoire urbaine, il y consacre de nombreux livres, avec toujours une prédilection pour l'habitat social. Il est celui qui a développé le concept de sarcellite — le terme serait dû à un habitant s'exprimant sur les ondes d'Europe 1 —.
Il s'intéresse également à des sujets corollaires comme l'histoire des commodités, la construction du métro parisien ou le mouvement Art nouveau, et figure parmi les premiers « redécouvreurs » de l'architecte Hector Guimard.
Nommé professeur émérite à l'École d'architecture de Paris-Belleville, il y a enseigné l'histoire du logement « populaire » ou « social ». Il a consacré sa vie à l'enseignement et aux conférences, à la recherche et à sa vulgarisation : « J'ai enseigné ce que je connaissais un peu, l'histoire du logement social en France, puis en Europe, l'histoire sociale et culturelle du XIXe siècle ». Professeur dans plusieurs institutions, il aimait plus particulièrement donner ses cours à « Culture et liberté », dont il est l'un des fondateurs, à l'Institut national des animateurs de collectivités (INFAC) et à l'Institut supérieur des carrières artistiques (ICART), fondé par Denis Huisman, où il sympathisa avec les professeurs François Châtelet et Maurice Clavel.
Il reçoit en 1985 le Grand Prix national de la critique architecturale pour l'ensemble de son œuvre.
Il a publié en 2005 une autobiographie, nommée À contre-voie : mémoires de vie sociale.

## Publications
- Mémoires du métro, prix Chatrian (1962), Éditions La Table Ronde, 1961.
- La Conquête des Vacances, Éditions ouvrières, 1963.
- Le Prof ne rit pas, Éditions La Table Ronde, 1964.
- L'Art Nouveau en Europe, Éditions Plon, 1965.
- Les Origines du logement social en France, Éditions ouvrières, 1966.
- La Libre Maternité, Éditions Casterman, 1971.
- Brève histoire du service social en france, 1896-1976, Toulouse, Privat, 1978, 185 p. (ISBN 2-7089-1327-1)
- Le Logement populaire en France, sources documentaires et bibliographie, Centre d'Études et de recherches architecturales, 1979.
- Les Lieux : histoire des commodités, Paris, Editions La Découverte, 1997, 210 p. (ISBN 2-7071-2691-8)
- L'aventure du métropolitain, Paris, Éd. la Découverte, coll. « La découverte poche », 1999, 196 p. (ISBN 2-7071-3111-3 et 978-2707131119)
- C'est la faute aux profs! : pour une histoire du professorat XIXe – XXe siècles, Paris, Editions La Découverte, 1987, 198 p. (ISBN 2-7071-1724-2)
- Roger Quilliot, Cent ans d'habitat social : une utopie realiste, Paris, Albin Michel, 1989, 175 p. (ISBN 2-226-03712-8)
- Le Sexe apprivoisé. Jeanne Humbert et la lutte pour le contrôle des naissances, en collaboration avec F. Ronsin, Éditions  La Découverte, 1990.
- Une Europe en construction. Deux siècles d'habitat social en Europe, Éditions La Découverte, 1990.
- Mœurs citadines. Histoire de la culture urbaine, XIXe-XXe siècles, Éditions Quai Voltaire, Paris, 1992.
- Anne Zadenn. Chronique de l'habitat populaire en Bretagne, en collaboration avec Daniel  Le Couédic, dessin d'Alain Goutal, Bande dessinée, Éditions ARO HLM de Bretagne, Rennes, 1994.
- Fanny Beaupré, Le Confident des dames : le bidet du XVIIIe au XXe siècle : histoire d'une intimite, Paris, La Découverte, 1997, 213 p. (ISBN 2-7071-2694-2)
- Hygiène, Paris, Éd. de la Villette, 2001, 109 p. (ISBN 2-903539-60-X)
- A contre-voie : Mémoires de vie sociale, 1923-2000, Gollion, Infolio, 2001, 327 p. (ISBN 2-88474-521-1)
- Henri Sellier, urbaniste et réformateur social, Paris, La Découverte, 2005, 229 p. (ISBN 2-7071-4541-6)
- L'Europe des vases de nuit, Gollion, Infolio, coll. « Testimonia », 2007, 160 p. (ISBN 978-2-88474-703-5 et 2-88474-703-6)
- RHG/ENSAPB, hommage à Roger-Henri Guerrand, Éditions Recherches/ENSAPB, 2006  (ISBN 978-2-86222-056-7)
- Corps et confort dans la ville moderne, Éditions Recherches, 2010  (ISBN 9782862220666)